# Rutianja
Rutianja (en francès, La Versanne) és un municipi francès situat al departament del Loira i a la regió d'Alvèrnia-Roine-Alps. L'any 2007 tenia 358 habitants.

## Demografia

### Població
El 2007 la població de fet de La Versanne era de 358 persones. Hi havia 154 famílies de les quals 52 eren unipersonals (12 homes vivint sols i 40 dones vivint soles), 51 parelles sense fills i 51 parelles amb fills.
La població ha evolucionat segons el següent gràfic:
Habitants censats

### Habitatges
El 2007 hi havia 279 habitatges, 158 eren l'habitatge principal de la família, 101 eren segones residències i 19 estaven desocupats. 259 eren cases i 17 eren apartaments. Dels 158 habitatges principals, 131 estaven ocupats pels seus propietaris, 20 estaven llogats i ocupats pels llogaters i 8 estaven cedits a títol gratuït; 1 tenia una cambra, 13 en tenien dues, 23 en tenien tres, 42 en tenien quatre i 80 en tenien cinc o més. 115 habitatges disposaven pel capbaix d'una plaça de pàrquing. A 69 habitatges hi havia un automòbil i a 77 n'hi havia dos o més.

### Piràmide de població
La piràmide de població per edats i sexe el 2009 era:
| Homes | Edats   | Dones |
| ----- | ------- | ----- |
| 0     | 95 o +  | 0     |
| 0     | 90 a 94 | 4     |
| 0     | 85 a 89 | 0     |
| 4     | 80 a 84 | 4     |
| 4     | 75 a 79 | 4     |
| 8     | 70 a 74 | 8     |
| 0     | 65 a 69 | 12    |
| 24    | 60 a 64 | 12    |
| 12    | 55 a 59 | 12    |
| 0     | 50 a 54 | 4     |
| 12    | 45 a 49 | 4     |
| 20    | 40 a 44 | 20    |
| 4     | 35 a 39 | 12    |
| 16    | 30 a 34 | 8     |
| 12    | 25 a 29 | 8     |
| 4     | 20 a 24 | 4     |
| 8     | 15 a 19 | 24    |
| 20    | 10 a 14 | 16    |
| 8     | 5 a 9   | 16    |
| 4     | 0 a 4   | 4     |

## Economia
El 2007 la població en edat de treballar era de 237 persones, 174 eren actives i 63 eren inactives. De les 174 persones actives 166 estaven ocupades (94 homes i 72 dones) i 8 estaven aturades (1 home i 7 dones). De les 63 persones inactives 28 estaven jubilades, 19 estaven estudiant i 16 estaven classificades com a «altres inactius».

### Ingressos
El 2009 a La Versanne hi havia 156 unitats fiscals que integraven 372 persones, la mediana anual d'ingressos fiscals per persona era de 17.412 €.

### Activitats econòmiques
Dels 16 establiments que hi havia el 2007, 3 eren d'empreses de fabricació d'altres productes industrials, 4 d'empreses de construcció, 1 d'una empresa de comerç i reparació d'automòbils, 1 d'una empresa d'hostatgeria i restauració, 1 d'una empresa immobiliària, 2 d'empreses de serveis i 4 d'empreses classificades com a «altres activitats de serveis».
Dels 5 establiments de servei als particulars que hi havia el 2009, 1 era un paleta, 2 fusteries, 1 perruqueria i 1 restaurant.
L'any 2000 a La Versanne hi havia 15 explotacions agrícoles que ocupaven un total de 312 hectàrees.

## Poblacions més properes
El següent diagrama mostra les poblacions més properes.